# Eothenomys cachinus
Eothenomys cachinus és una espècie de mamífer rosegador de la família dels cricètids. Viu a altituds d'entre 2.300 i 3.200 msnm al sud de la Xina (Yunnan) i l'extrem nord-oriental de Myanmar. El seu hàbitat natural són els boscos montans situats a gran altitud, on prefereix els vessants costeruts. Està amenaçat per la desforestació. El seu nom específic, cachinus, significa ‘de Kachin’ en llatí.